# Acht Voorschriften
De Acht Voorschriften (Pali: atthasila) zijn een meer ascetische vorm van de Vijf Voorschriften en vormen zo een aanvulling op de basis-moraliteit voor leken in het boeddhisme.
De Acht Voorschriften worden op vrijwillige basis ondernomen, vaak op tijdelijke basis. Veel leken ondernemen de Acht Voorschriften een dag per week, op de Uposatha. Zij kleden zich dan ook in het wit, wat symbool staat voor puurheid. De voornaamste reden voor het ondernemen van de Acht Voorschriften is dat het het leven eenvoudiger en simpeler maakt, en bevorderlijk is voor de ontwikkeling van meditatie.

## Vrouwen en de Acht Voorschriften
Vrouwen (voornamelijk in Thailand) die een religieus leven willen leiden hebben geen mogelijkheid om non te worden en kiezen daarom vaak ervoor om de Acht Voorschriften op permanente basis te ondernemen. In Thailand worden deze vrouwen Mae Chiis genoemd. Er zijn ook tempels waar slechts Mae Chiis verblijven. Meestal echter verblijven zij in normale kloosters waar voornamelijk bhikkhus wonen.
Soms ondernemen oudere vrouwen die niet meer werken en al hun kinderen opgevoed hebben, de Acht Voorschriften voor langere tijd en blijven dan gewoon thuis wonen bij hun volwassen kinderen. Zij doen dit vaak tot aan hun dood.

## Inhoud van de Acht Voorschriften
Bij de Acht Voorschriften wordt het derde voorschrift van de Vijf Voorschriften vervangen met een striktere versie, en worden daarnaast drie extra voorschriften (de laatste drie) toegevoegd.
De Acht Voorschriften zijn:
1. Ik onderneem de training van het niet doden van levende wezens.
2. Ik onderneem de training van het niet nemen van wat aan anderen toebehoort (niet stelen).
3. Ik onderneem de training van het afzien van al het seksueel gedrag.
4. Ik onderneem de training van het niet liegen of de onwaarheid spreken.
5. Ik onderneem de training van het niet consumeren van middelen die de geest bedwelmen (drugs, tabak en alcohol).
6. Ik onderneem de training van het niet eten op de foute tijd (de foute tijd is van het middaguur tot het ochtendgloren).
7. Ik onderneem de training van het niet bezoeken van shows en gelegenheden van vermaak en het niet dragen van lichamelijke versieringen en parfums.
8. Ik onderneem de training van het niet gebruiken van een hoge en comfortabele slaapplaats.